# Josep Borràs i Roca
Josep Borràs i Roca (Terrassa, Vallès Occidental, 1958) és un músic, fagotista i professor de música català. De 2008 a 2018 va ser director de l'Escola Superior de Música de Catalunya (ESMUC).

## Biografia i trajectòria
Josep Borràs i Roca és professor superior de fagot pel Conservatori Municipal de Barcelona, per la Musik Akademie de Basilea a Suïssa, i doctor en Musicologia per la Universitat Autònoma de Barcelona. Va començar a estudiar el fagot a Barcelona al costat del mestre Joan Carbonell, i més endavant s'introduí en el camp de la música antiga de la mà del mestre Enric Gispert. El 1980 es va traslladar a Basilea, on va residir fins al 1983. En aquesta ciutat va continuar amb els estudis de fagot modern, barroc i baixó al conservatori de la ciutat suïssa i també a la Schola Cantorum Basiliensis. A partir d'aquesta estada a Suïssa, començà a col·laborar en grups dirigits per Nikolaus Harnoncourt o Philippe Herreweghe. Posteriorment també va col·laborar en formacions com "Le Concert des Nations" i "Hespèrion XXI", "La Capella Reial", dirigida per Jordi Savall, o l'Orquestra de Cambra del Teatre Lliure. La seva tasca com a professor de fagot i de música de cambra la portat a exercir la docència a diversos conservatoris de Catalunya, Andorra i Cantàbria. El 2004 va dur a terme la seva tesi doctoral sobre "El baixó a la península Ibèrica".
Des de l'any 2008, i fins a 2018 va ser el director de l'Escola Superior de Música de Catalunya (ESMUC), centre on exerceix com a professor de fagot i on també ha estat cap del departament de Música Antiga. A banda, continua exercint la seva docència a la Schola Cantorum de Basilea. Més enllà de la seva activitat com a intèrpret, també realitza una tasca permanent de recerca en el camp de la Música Hispànica, i més concretament en el vessant de l'organologia dels instruments de vent i la seva relació amb la música vocal. Ha realitzat més de 150 enregistraments discogràfics, en molts dels quals ha obtingut premis i ha impartit conferències i classes magistrals en diversos centres internacionals. És membre de la Societat Catalana de Musicologia.

## Publicacions
- Borràs i Roca, Josep. Estudi i catalogació de sis llengüetes històriques.  Barcelona: Universitat Autònoma de Barcelona, 1997.
- Borràs i Roca, Josep; Ezquerro Esteban, Antonio «Chirimías en Calatayud principio y final de un proceso constructivo». Revista de Musicología, Vol. 22, Núm. 2, 1999, pàg. 53-86. DOI: 10.2307/20797603. ISSN: 0210-1459.
- Borràs i Roca, Josep «Constructors d'instruments de vent-fusta a Barcelona». Revista Catalana de Musicologia, Núm. 1, 2001, pàg. 93-156. ISSN: 0210-1459.
- Borràs i Roca, Josep; Bonastre i Bertran, Francesc (dir.). El Baixó a la Península Ibèrica (Tesi doctoral).  Universitat Autònoma de Barcelona, 2009.